# Tjeker

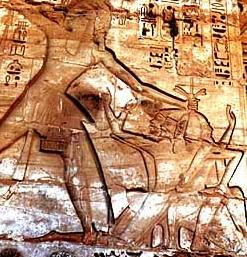
Ramsès III derrotant els pobles del mar. (Relleu enfonsat a Medinet Habu)

Els Tjekker o Tjeker foren un dels Pobles de la mar. Són coneguts principalment per la Història d'Unamon, i es creu que van ser un poble que va desenvolupar el port de Dor durant el segle XII aC des d'un petit poble de l'edat del bronze a una gran ciutat. Estan documentats posteriorment a Medinet Habu, com a invasors derrotats pel faraó Ramsès III d'Egipte en els anys 5, 8 i 12 del seu regnat.

## Origen
Els origins dels tjeker són incerts. S'ha suggerit una possible identificació amb els teucris, una tribu descrita per antigues fonts com a habitants del nord-oest d'Anatòlia al sud de Troia. Tanmateix, això ha estat descartat com a "pura especulació" per Trevor Bryce.
El seu nom prové de l'egipci tkr o skl, que ha estat transcrit d'altres maneres, com a Tjekru, Sikil, Djekker, Sical, etc., i ha demostrat ser difícil d'etimologitzar. Com a últim recurs, els primers estudiosos en el camp es va adreçar als noms moderns, en concret, Flinders Petrie relacionà l'etnònim a Zakro, nom d'un lloc a Creta oriental. Alguns estudiosos moderens accepten l'assocació.

## Assentament a Dor
Els tjeker podrien haver conquerit la ciutat de Dor, a la costa de Canaan prop de la moderna Haifa,i la van convertir en una ciutat gran i ben fortificada (classificada com a "Dor XII", c. 1150-1050), el centre del regne tjeker que està confirmat arqueològicament al nord de la plana de Xaron. La ciutat fou violentament destruïda a mitjan segle xi aC, durant una conflagració en què es van cremar els maons de fang vermell i es va dipositar una gran quantitat de cendres i runes. Ephraim Stern connecta la destrucció amb l'expansió contemporània dels fenicis, la qual cosa es veié confirmada pels filisteus més al sud i els israelites.
Els tjeker són un dels pocs pobles del mar en què es registra el nom d'un governant - en el papir del segle 11 d'Unamon (Wenamun), un sacerdot egipci, el governant de Dor rep el nom de "Beder".
Segons Edward Lipinski, els sículs(tjekker) de Dor eren mariners o mercenaris, i b3-dỉ-r era el títol del governant local, un delegat del rei de Tir.
No hi ha esment dels tjeker es fa després de la història de Wenamun, durant el període de silenci arqueològic i literari al Pròxim Orient.